# Kråkholmen (vid Nordsjö, Helsingfors)
Kråkholmen, finska: Varissaari, är en ö i Finland. Den ligger i Finska viken och i kommunen Helsingfors i den ekonomiska regionen  Helsingfors i landskapet Nyland, i den södra delen av landet. Ön ligger omkring 15 kilometer öster om Helsingfors.
Öns area är 3 hektar och dess största längd är 250 meter i öst-västlig riktning. Ön höjer sig omkring 20 meter över havsytan.